# Брыковы Горы
Бры́ковы Го́ры — деревня в Александровском муниципальном районе Владимирской области России, входит в состав Следневского сельского поселения.

## География
Деревня расположена в 18 км к западу от города Александрова, на левом берегу верховья реки Дубны, которая подходит с северо-востока и возле Брыковых Гор меняет направление на запад-северо-запад. Через Брыковы Горы проходит участок трассы 17А-2 Александров — Верхние Дворики. Рельеф местности сильно холмистый.

## История
Примерно с 1850 года и до 1893 года сельцо Брыковы горы принадлежало помещикам Выходцевым. О последующих владельцах не известно. Согласно спискам населённых мест Российской империи 1863 года владельческое сельцо Брыковы Горки (Брыковы Горы) располагалось на Никольском проселочном тракте. В нём числилось 26 дворов и 221 душ населения. В списке населённых мест Владимирской губернии 1907 года указано 27 дворов и 295 душ.
В XIX — начале XX века деревня входила в состав Тирибровской волости Александровского уезда. В 1859 году в деревне числилось 26 дворов, в 1905 году — 27 дворов, в 1926 году — 36 дворов.
С 1929 года деревня входила в состав Зазевитовского сельсовета Александровского района, с 1941 года — в составе Арсаковского сельсовета Струнинского района, с 1965 года — в составе Александровского района, с 2005 года — в составе Следневского сельского поселения.

## Население
| 1859 | 1905 | 1926 | 2002 | 2010 | 2021 |
| ---- | ---- | ---- | ---- | ---- | ---- |
| 221  | ↗295 | ↘197 | ↘44  | ↘36  | ↘32  |